# Javer Hurshiti
Javer Hurshiti też jako: Javer Hurshidi (ur. 1883 na terenie Abchazji, zm. 13 kwietnia 1945 w Tiranie) – albański polityk i prawnik, w 1943 minister sprawiedliwości w rządzie Maliqa Bushatiego.

## Życiorys
Ojciec Javera był osmańskim generałem, matka prawdopodobnie była Nubijką. W wieku 6 lat został adoptowany przez Maliqa Libohovę i zamieszkał na terenie Albanii. Studiował później w Stambule. W roku 1920 pełnił funkcję burmistrza Gjirokastry; z tego miasta dowodził oddziałami w czasie bitwy o Wlorę. W latach 20. związał się ze wspólnotą bektaszycką.
W latach 1920–1925 kierował radą miejską w Gjirokastrze. Od 1924 był zastępcą prefekta, w 1925 objął funkcję prefekta. W tym roku także zdobył mandat deputowanego do parlamentu, w którym zasiadał do 1936. W latach 1936 pełnił funkcję prefekta w Szkodrze. W 1940 wszedł w skład prowłoskiej Rady Państwa. W 1943 objął funkcje ministra kultury i ministra sprawiedliwości w rządzie Maliqa Bushatiego. W latach 1943–1944 pełnił funkcję inspektora generalnego Rady Ministrów.
W marcu 1945 stanął przed sądem specjalnym oskarżony o współpracę z okupantem. Skazany na karę śmierci został rozstrzelany 13 kwietnia 1945 na przedmieściach Tirany.